# Soltvadkert
Soltvadkert là một thành phố thuộc hạt Bács-Kiskun, Hungary. Thành phố này có diện tích 108,86 km², dân số năm 2010 là 7501 người, mật độ 69 người/km².